# Arcangela Tarabotti
Arcangela Tarabotti OSB, geboren als Elena Cassandra Tarabotti (* kurz vor dem 24. Februar 1604 in Venedig; † 28. Februar 1652), war eine venezianische Benediktinerin und Schriftstellerin. Sie korrespondierte mit bedeutenden Zeitgenossen unter anderem über die Rechtmäßigkeit einer zwangsweisen Unterbringung von Mädchen und Frauen in Nonnenklöstern der Republik Venedig, deren Ursache im Verehelichungssystem mit seinen exorbitanten Mitgiften und sonstigen Verehelichungskosten lag, aber auch über die Zurückweisung der Behauptung, dass Frauen keine Menschen seien.

## Leben
Elena Cassandra Tarabotti wurde als Tochter von Stefano Tarabotti und Maria Cadena in Castello geboren, einem der sechs Stadtteile (Sestieri) von Venedig. Sie war eines von elf Kindern und die älteste der sechs Töchter, das vierte Kind. Ihr Geburtsdatum ist nicht bekannt, sie wurde am 24. Februar 1604 getauft. Elena Cassandra wurde in jungen Jahren als einziges der Kinder für das Kloster bestimmt, was möglicherweise mit ihren schlechten Heiratsaussichten zusammenhing. Sie selbst nennt sich mitunter „zoppa“ (‚lahm‘ oder ‚die Lahme‘).

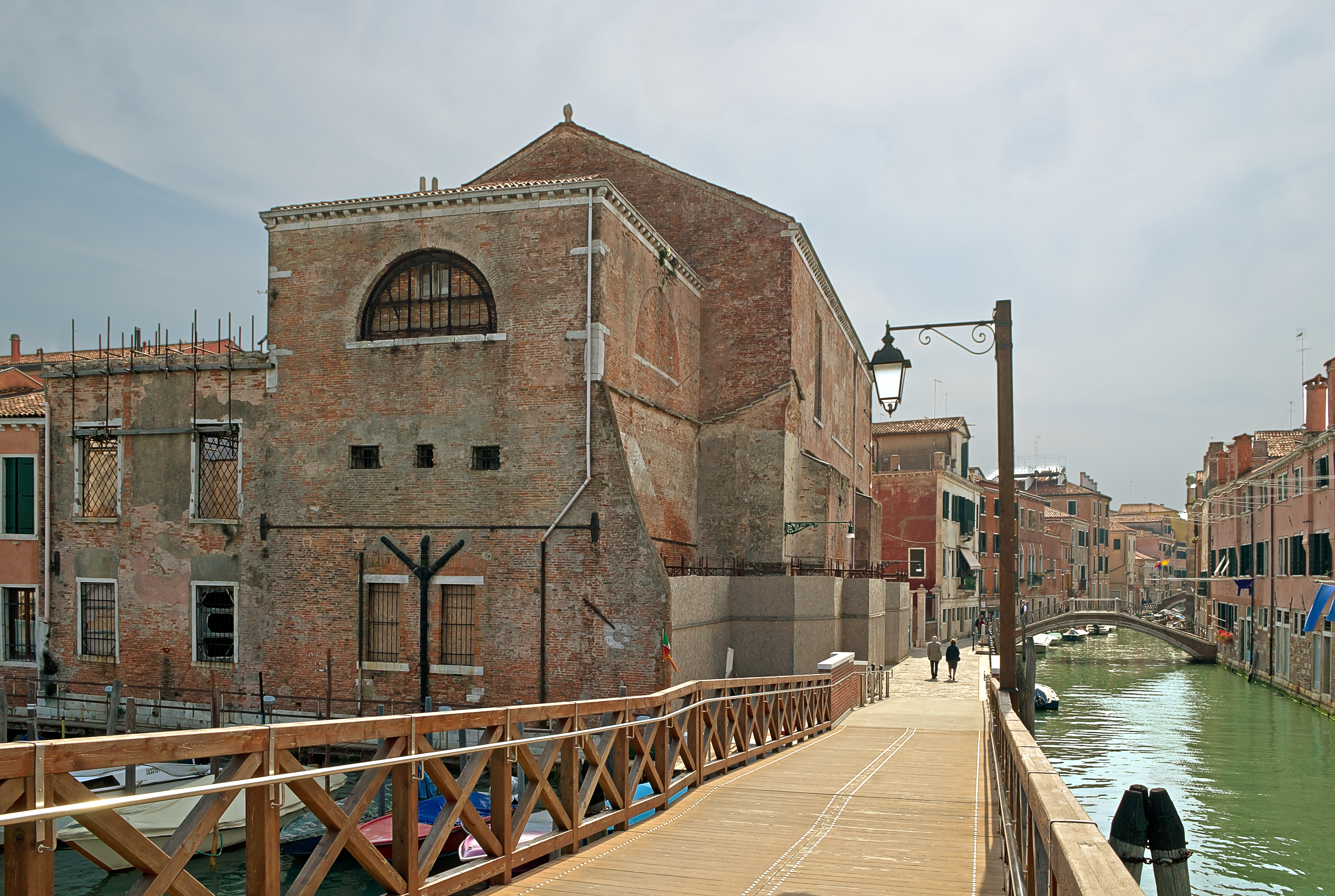
Die frühere Sant’Anna-Kirche in Venedig, 2012

Elena Tarabotti kam nach eigener Aussage in einem Brief im Jahr 1615 als Oblatin in den Konvent der Benediktinerinnen von Sant’Anna in Castello und wurde fünf Jahre später, am 18. September 1620 als Novizin eingekleidet. In den Registern des Klosters erscheint sie allerdings erst 1617. Es folgte am 24. September 1623 die Profess. Dabei erhielt sie den Ordensnamen Arcangela (weibliche Form von „Erzengel“). Im Jahr 1629 empfing sie die Jungfrauenweihe.
In ihren Schriften sprach sie sich ab 1642 mit deutlichen Worten gegen den zwangsweisen Aufenthalt von Frauen in Klöstern aus und gegen die Tatsache, dass Frauen Bildung systematisch vorenthalten wurde; zugleich brachte sie Bedauern darüber zum Ausdruck, dass ihre eigenen mangelnden Lateinkenntnisse Anlass zur Kritik bieten könnten. Insgesamt verfasste Arcangela mindestens sechs Werke, von denen vier zu ihren Lebzeiten veröffentlicht wurden. Dabei korrespondierte sie mit dem Patrizier Giovan Francesco Loredan (1607–1661), einem der Gründer der Accademia degli Incogniti, die sie bei ihren Publikationen unterstützte.
Tarabotti schrieb zunächst die Tirannia paterna (wohl schon 1642) und das Inferno monacale, die die besagten Zwangaufenthalte angriffen. Allerdings wurde die Tirannia paterna erst posthum 1654 gedruckt und erschien unter dem Pseudonym „Galerana Baratotti“. Auch warf sie der Staatsführung vor, nicht scharf genug gegen dieses Institut vorzugehen, und hielt den Vätern vor, dass sie ihre Töchter um ihr Leben betrügen würden. Das Inferno monacale beschreibt den Weg von der Übergabe der Töchter unter haltlosen Versprechungen bis zur inneren Erstarrung. Doch auch dieses Werk konnte Tarabotti zu ihren Lebzeiten nicht publizieren. Selbst als sie es in Frankreich versuchte, misslang dies.
Doch 1643 gelang es ihr, das Paradiso monacale bei Guglielmo Odoni zu veröffentlichen, ihre erste Publikation. Darin pries sie das Kloster als den angemessenen Ort für diejenigen Frauen, für die dieser Weg der richtige war. Auch gelang es ihr auf dem Umweg über dieses vergleichsweise gemäßigte Werk, in literarischen Kreisen Fuß zu fassen. So korrespondierte sie mit Angelico Aprosio, Loredano oder Francesco Pona (1595–1655). Gewidmet war das Werk dem Patriarchen von Venedig Federico Corner. Sogleich wurde ihr unterstellt, sie sei gar nicht die eigentliche Verfasserin.
1641 wandte sie sich gegen das von Francesco Buoninsegni verfasste satirische Werk Contro ’l lusso donnesco, satira menippea aus dem Jahr 1638, indem sie die Antisatira verfasste, ein Werk, das sie anonym publizieren konnte. Sie wendete darin alle Vorwürfe gegen die Frauen nunmehr gegen die Männer, ohne mit Spott zu sparen. Doch da sie auch religiöse Einrichtungen in ihre Satire einbezog und sich gegen Männer im Allgemeinen wandte, verlor sie eine Reihe von Unterstützerinnen. So entstanden Gegenschriften, wie Girolamo Brusonis Antisatira satirizzata, die Tarabotti als „die beste“ dieser Schriften bezeichnete, jedoch mit deutlicher Ironie. Ein anderer ehemaliger Befürworter drohte, ihre wahre Identität preiszugeben. Mit Hilfe ihrer Korrespondenzpartner konnte sie die Publikation allerdings verhindern. Bald warf sie Brusoni vor, er habe Ideen von ihr gestohlen, um seine Amori tragici zu verfassen, in denen es sich ebenfalls um eingesperrte Nonnen drehte.
Schließlich publizierte Tarabotti 1650 die Lettere familiari e di complimento. Darin erwies sich, dass sie, trotz Schreibverbots für Nonnen, eine umfangreiche Korrespondenz mit zahlreichen Gelehrten unterhielt, darunter Vittoria della Rovere in Florenz, der sie die Antisatira gewidmet hatte, oder Kardinal Mazarin in Paris. Außerdem korrespondierte sie mit ihrem Schwager Giacomo Pighetti, mit ihren Schwestern sowie mit Freunden in Venedig und Bologna, dann mit dem französischen Botschafter Henri Bretel de Grémonville und seiner Familie, schließlich mit Renée de Clermont-Galerande. Mit Le lagrime (die Tränen) verfasste sie eine Briefsammlung zu Ehren von Regina Donà, die als Nonne in Sant’Anna gestorben war und deren Tod Tarabotti in ihren Briefen betrauert.
Ihr letztes Werk, Che le donne siano della specie degli uomini (1651), war eine Reaktion auf ein frauenfeindliches Werk, die Disputatio nova contra mulieres, die Valens Acidalius zugeschrieben wird. Sie war 1595 erstmals in Latein erschienen und unter dem Titel Ob die Weiber Menschen seyn, oder nicht? auch auf Deutsch. Darin wurde behauptet, Frauen seien keine Menschen. Mit biblischen Exempla widerlegte sie seine Beispiele. Damit wies sie zugleich nach, dass sie in der Lage war, auch auf theologischem und philosophischem Feld standzuhalten, ebenso wie auf dem literarischen.
Verlorengegangen sind möglicherweise ein von ihr selbst angedeutetes Werk mit dem Titel Purgatorio delle malmaritate sowie weitere Werke. Tarabotti starb im Alter von 48 Jahren in Sant’Anna.

## Rezeption
Erst aus der Feder von Emmanuele Antonio Cicogna entstand 1824 eine erste Biographie Tarabottis. Diese entstand aus Anlass der Beschreibung des 1546 geschaffenen Grabsteins der Familie in der Kirche San Domenico. Cicogna meint, die Familie sei vor allem durch Arcangela Tarabotti bekannt geworden, doch sei das Mädchen im Alter von ‚nur elf Jahren von ihren Eltern vergewaltigt worden das Nonnenhabit zu nehmen‘. Demnach gelang es erst nach ihrem Tod und unter Pseudonym (‚Galerana Barattoti‘) ihr La semplicità ingannata in Leiden zu veröffentlichen. Noch zu Cicognas Zeit stand das Werk auf dem Index Librorum Prohibitorum der katholischen Kirche. Die drei Manuskripte des Inferno monacale befanden sich laut Cicogna noch Mitte des 18. Jahrhunderts in der Bibliothek des Patriziers Francesco Veniero.

## Editionen
- Letizia Panizza (Hrsg.): Paternal Tyranny, University of Chicago Press, 2004.
- Elissa B. Weaver (Hrsg.): Satira e Antisatira, Salerno/Rom 1998.
- Francesca Medioli (Hrsg.): L’Inferno monacale’ di Arcangela Tarabotti, Rosenberg & Sellier, Turin 1990.
- Meredith Ray, Lynn Westwater (Hrsg.): Lettere familiari e di complimento della sign. Arcangela Tarabotti, Rosenberg & Sellier, Turin 2004.